# 中野方川
中野方川（なかのほがわ）は、木曽川水系の河川。岐阜県恵那市を流れる。木曽川本川に合流する1次支川。

## 地理
岐阜県恵那市中野方町北東の蛭川峠に源を発し、恵那市笠置町河合で木曽川に合流する。河川延長約11キロメートル、うち河川法区域延長は約10キロメートル。水源付近には生活貯水池として2006年に完成した中野方ダムがある。
上流部では中野方盆地の水を集めて西に流れる。河岸に近い沖積平野と緩斜面により水田が多く開かれており、集落も散在する旧中野方町の中心地を通る。
下流部は坂折川が合流する付近で赤川断層に沿って急角度で南東に流れを変え、断層に沿って笠置山と秋葉山の間を抜けて木曽川合流点に至る。この付近には狭い谷底の平地にわずかな水田と集落が点在する。

## 主な支流
一級河川のみを記載。
- 力石川

## 周辺
- 坂折棚田（日本の棚田百選）
- 不動滝